# Васинівка
Васи́нівка — село в Україні, в Пологівському районі Запорізької області. Населення становить 161 осіб.

## Географія
Село Васинівка знаходиться на правому березі річки Жеребець, вище за течією на відстані 2,5 км розташоване село Омельник, нижче за течією на відстані 4,5 км розташоване село Кірове. По селу протікає пересихаючий струмок з загатою.

## Історія
- 1782 — дата заснування.

## Населення

### Мова
Розподіл населення за рідною мовою за даними перепису 2001 року:
| Мова       | Кількість | Відсоток |
| ---------- | --------- | -------- |
| українська | 151       | 93.79%   |
| російська  | 10        | 6.21%    |
| Усього     | 161       | 100%     |